# Катріна Балф
Катріна Балф (ірл. Caitríona Balfe; МФА: [kəˈtriːnə bælf]; нар. 4 жовтня 1979, Монахан, Ірландія) — ірландська модель, акторка кіно та телебачення. Відома за головною роллю Клер Фрейзер у телесеріалі «Чужоземка» американського телеканалу Starz. Серед моделей з Ірландії перша домоглася міжнародної популярності.

## Біографія
Народилася 4 жовтня 1979 року в Монахані, невеликому місті на півночі Ірландії, в багатодітній родині сержанта поліції і шлюбного консультанта. Виросла в селі Тедавнет, недалеко від Монахана, і до 17 років жодного разу не покидала Ірландію.
Брала участь у виставах молодіжної театральної групи з семи або восьми років. У 1997 вступила до консерваторії Дублінського технологічного інституту на курс акторської майстерності.

## Кар'єра
У 1998 агент ірландського модельного агентства Asset помітив 19-річну Катріну в супермаркеті торгового центру в Дубліні, коли вона разом з друзями з коледжу під час великодніх канікул безкоштовно упаковувала продукти в рамках збору грошей для фонду боротьби з розсіяним склерозом, і запропонував їй роботу моделі. Близько року пропрацювавши моделлю в Дубліні, прийняла запрошення агентства Ford Models і влітку 1999 переїхала в Париж, кинувши навчання і в разі невдачі збираючись повернутися вчитися через рік. Її першою роботою в Парижі став престижний показ в честь святкування 30-річчя модного будинку Kenzo та річний контракт з Calvin Klein.
Через рік Катріна вирішила, що кар'єра моделі не для неї, взяла перерву і півроку відпочивала, катаючись на сноуборді. Повернувшись до роботи, наступні два роки провела між Парижем, Лондоном і Міланом.
Наприкінці 2002 взяла участь у восьмому щорічному показі нижньої білизни Victoria's Secret Fashion Show в Нью-Йорку як запрошена модель, ставши першою ірландської моделлю яка коли-небудь працювала на подіумі з Victoria's Secret.
У 2003 на запрошення агентства EliteElite переїхала в Нью-Йорк.
За свою кар'єру моделі брала участь у показах мод ряду відомих брендів: дванадцять показів Dolce & Gabbana, вісім показів Chanel, по сім — Marc Jacobs, Narciso Rodriguez і Moschino, шість — Etro, по п'ять — Armani, Roberto Cavalli, Max Mara, Ann Demeulemeester і Louis Vuitton, по чотири — Givenchy, Oscar de la Renta, Missoni, Bottega Veneta, Burberry, Alberta Ferretti, Alexander McQueen і Emanuel Ungaro і по три показу Rochas, Christian Lacroix, Laura Biagiotti, Cacharel, BCBG Max Azria, Sonia Rykiel і Kenzo; знімалася для рекламних компаній Calvin Klein, levi's, Max Mara, Oscar de la Renta, Bally, Dolce & Gabbana, Moschino, Costume National, Bottega Veneta, Hush Puppies, BCBG Max Azria, Blumarine, Dries Van Noten, Wella, Roberto Cavalli, Victoria's Secret і H&M; її фотографії розміщувалися на обкладинках регіональних видань журналів Vogue, Harper's Bazaar і Elle.
В кінці 2007 востаннє вийшла на подіум.

### Кар'єра в кіно
Перша поява на екрані відбулося ще під час роботи моделлю в фільмі про світ моди «Диявол носить Prada» (2006) з Меріл Стріп і Енн Хетеуей і в документальному щоденнику моделі Сари Зіфф про модельний бізнес «Зніми мене: Щоденник моделі» (2009), матеріал для якого знімався протягом п'яти років.
Модельний бізнес ніколи не був пристрастю Каітріони, і ця робота завжди здавалася їй тимчасовою. Завершивши успішну кар'єру в світі моди, через десять років вона вирішила повернутися до своєї мрії стати актрисою, хоча за мірками Голлівуду здавалася собі занадто старою для починаючої старлетки.
У 2008 почала брати уроки акторської майстерності, а в 2009 переїхала в Лос-Анджелес, щоб впритул зайнятися кар'єрою акторки, де ще більше року займалася виключно навчанням спочатку в студії Warner Локлін, а потім — у центрі Сенфорда Майснера і студії Джудіт Уестон.
Після півроку безуспішних кастингів отримала епізодичну роль без слів, зігравши мати головного героя у високобюджетному фантастичному фільмі Джей Джей Абрамса «Супер 8» (2011). Через рік отримала ще одну роль без слів «Ілюзії обману» (2012), де з'явилася на екрані разом з Майклом Кейном, Морганом Фріменом і Вуді Харрельсоном.
У 2012 році також взяла участь у двох цифрових проектах: вебсеріалі «H+» компанії Google, продюсером якого був Брайан Сінгер, і проект Toshiba і Intel, вебсеріалі «Краса всередині», отримав три Гран-прі в категорії Cyber Lion, Film Lions і Branded Content and Entertainment Lions на міжнародному фестивалі реклами «Каннські леви». У «H+» вона зіграла керівника корпорації, яка виробляє комп'ютери-транспланти, а в «Красі всередині» — одне з 59 втілень головного героя Алекса, який кожен день прокидається новою людиною.
У фільмі «План втечі» (2013) Міхаеля Хофстрема вона вперше заговорила на великому екрані в ролі таємного агента ЦРУ, яка направляє спеціаліста з втеч (Сильвестр Сталлоне) в секретну в'язницю, в якій відбуває ув'язнення охоронець відомого шахрая (Арнольд Шварценеггер).
У вересні 2013, менше ніж за місяць до початку зйомок, була затверджена на головну роль в телевізійній екранізації популярних романів Діана Геблдон, опублікованих сумарним тиражем у 20 млн примірників, і відразу ж стала об'єктом інтересу преси та численних шанувальників книг. Прем'єра телесеріалу «Чужоземка» (2013) зібрала найвищі глядацькі рейтинги серед нових телесеріалів за всю історію телеканалу Starz. Як серіал, так і гра Балф отримала позитивні відгуки критиків. Журнал Rolling Stone включив її в список 25 найсексуальніших людей 2014 року, журнал Entertainment Weekly — у список 12 зоряних проривів 2014 року, телеканал BBC America назвав улюбленою британською акторкою 2014, а журнал TV Guide оголосив Каітріону і її партнера Сема Хьюена кращою парою 2014. У 2015 участь в серіалі було відзначено премією «Сатурн» в категорії «Краща телеакторка» і номінацією на премію Ірландської академії кіно і телебачення в категорії «Краща драматична акторка першого плану».

### Інші проєкти
У 2010 взяла участь в ірландській телепередачі The Model Scouts в ролі інструктора для дівчат-конкурсанток.
У 2013 разом з моделями Анею Рубік, Анжелою Ліндвалл, Коко Роша і Карлі Клосс знялася для книги Natural Beauty фотографа Джеймса Х'юстона в каньйоні Антилопи.
У 2013 також знялася в кліпах на пісню «First Fires» британського музиканта Bonobo та на пісню «Chloroform» французької групи Phoenix, режисером якого була Софія Коппола.
Підтримує некомерційну організацію Model Alliance, яка займається захистом фотомоделей, після того як двічі стикалася з проблемами оплати своєї роботи.

## Особисте життя
Катріна — четверта дитина в сім'ї. В її батьків, крім п'ятьох рідних дітей є ще двоє прийомних.
Після переїзду в Нью-Йорк кілька років зустрічалася з рок-музикантом Дейвом Мілоне, гітаристом групи Radio 4. Катріну можна побачити на музичному відео на пісні Мілоне «He is a Chemical» (2006) та «The Damage Done» (2007).
З 2008 по 2011 зустрічалася зі сценаристом Джеймі Моссом. 
10 серпня 2019 року Балф вийшла заміж за свого давнього бойфренда, колишнього менеджера групи та бізнесмена Ентоні «Тоні» Макгілла в церкві Св. Марії в Брутоні, Сомерсет. 18 серпня 2021 року вона оголосила, що народила сина.
Велика шанувальниця котів.

## Фільмографія
| Рік       |     | Українська назва                  | Оригінальна назва           | Роль                                                                                  |
| --------- | --- | --------------------------------- | --------------------------- | ------------------------------------------------------------------------------------- |
| 2006      | ф   | Диявол носить Прада               | The Devil Wears Prada       | у титрах не вказана. Клакер (англ. Clacker)                                           |
| 2009      | док | Сфотографуй мене: Щоденник моделі | Picture Me: A Model’s Diary | грає саму себе, а також продюсер фільму                                               |
| 2009      | кф  | Геркулесове зусилля               | A Herculean Effort          | Емілі (англ. Emily)                                                                   |
| 2011      | ф   | Супер 8                           | Super 8                     | Елізабет Ламб (англ. Elizabeth Lamb)                                                  |
| 2011      | кф  | Хіть життя                        | Lust Life                   | Обрі (англ. Aubrey)                                                                   |
| 2012      | кф  | Лост-Анджелес                     | Lost Angeles                | Веронік (англ. Veronique)                                                             |
| 2012      | кф  | Вовк                              | The Wolf                    | Саллі (англ. Sally)                                                                   |
| 2012—2013 | с   | H+: Цифровий серіал               | H+: The Digital Series      | 7 серій. Бреанна Шихан (англ. Breanna Sheehan)                                        |
| 2012      | с   | Краса всередині                   | The Beauty Inside           | 5 серій. Алекс № 34 (англ. Alex #34)                                                  |
| 2013      | ф   | Ілюзія обману                     | Now You See Me              | Жасмин Тресслер (англ. Jasmine Tressler)                                              |
| 2013      | ф   | План втечі                        | Escape Plan                 | Джессіка Міллер (англ. Jessica Miller)                                                |
| 2013      | ф   | Одержима                          | Crush                       | Енді (англ. Andie)                                                                    |
| 2014—2023 | с   | Чужоземка                         | Outlander                   | 87 серій. Клер Ґрей/Бічем/Рендол/Фрейзер (англ. Claire Grey/Beauchamp/Randall/Fraser) |
| 2015      | ф   | Ціна бажання                      | The Price of Desire         | Габріель Блох (англ. Gabrielle Bloch)                                                 |
| 2016      | ф   | Грошова пастка                    | Money Monster               | Діана Лестер (англ. Diane Lester)                                                     |
| 2019      | ф   | Аутсайдери                        | Ford v Ferrari              | Молі Майлз (англ. Mollie Miles)                                                       |
| 2019      | с   | Темний кристал: Доба опору        | The Price of Desire         | 9 серій. Озвучування. Тавра (англ. Tavra)                                             |
| 2019      | кф  | Різдвяний лист                    | The Christmas Letter        | Озвучування. Еллі (англ. Ellie)                                                       |
| 2020      | ф   | Різдвяне бажання Анжели           | Angela's Christmas Wish     | Озвучування. Мати Дороті (англ. Dorothy's Mother)                                     |
| 2021      | ф   | Белфаст                           | Belfast                     | Мати Бадді (англ. Buddy's mother)                                                     |
| 2025      | ф   | Аматор                            | The Amateur                 | Інквілін Девіс                                                                        |
|           | ф   |                                   | The Cut                     |                                                                                       |

## Нагороди та номінації
| Нагорода                       | Рік  | Категорія                                  | Робота    | Результат |
| ------------------------------ | ---- | ------------------------------------------ | --------- | --------- |
| БАФТА                          | 2022 | Найкраща жіноча роль другого плану         | Белфаст   | Номінація |
| БАФТА Шотландія                | 2016 | Найкраща жіноча роль — телебачення         | Чужоземка | Перемога  |
| БАФТА Шотландія                | 2022 | Найкраща жіноча роль — телебачення         | Чужоземка | Номінація |
| Золотий глобус                 | 2016 | Найкраща жіноча роль телесеріалу — драма   | Чужоземка | Номінація |
| Золотий глобус                 | 2017 | Найкраща жіноча роль телесеріалу — драма   | Чужоземка | Номінація |
| Золотий глобус                 | 2018 | Найкраща жіноча роль телесеріалу — драма   | Чужоземка | Номінація |
| Золотий глобус                 | 2019 | Найкраща жіноча роль телесеріалу — драма   | Чужоземка | Номінація |
| Золотий глобус                 | 2022 | Найкраща жіноча роль другого плану         | Белфаст   | Номінація |
| Премія Гільдії кіноакторів США | 2022 | Найкраща жіноча роль другого плану         | Белфаст   | Номінація |
| Премія Гільдії кіноакторів США | 2022 | Найкращий акторський склад в ігровому кіно | Белфаст   | Номінація |
| AACTA International Awards     | 2022 | Найкраща акторка другого плану             | Белфаст   | Номінація |